# Forge of Empires
Forge of Empires – komputerowa gra strategiczna rozgrywana w przeglądarce internetowej, wyprodukowana i wydana przez niemieckie studio InnoGames. 17 kwietnia 2012 ukazała się w otwartej wersji beta. Następnie wydano ją w wersji mobilnej: w 2014 na iOS-ie oraz na Androidzie w 2015.
Gra do pierwszej połowy 2017 roku wygenerowała 250 milionów euro przychodu. W 2023 poinformowano, że gra zarobiła ponad 1 miliard dolarów.

## Rozgrywka
Akcja gry skupia się na zarządzeniu miastem na przestrzeni kolejnych epok historycznych. Gracz rozpoczyna rozgrywkę w epoce kamienia łupanego jako posiadacz skromnej wioski. W miarę postępów gry wioska stopniowo rozbudowuje się o kolejne budynki. Gracz wynajduje też nowe technologie i powiększa kontrolowane terytorium. Walczy przy tym z wrogami, którymi mogą być inni gracze lub przeciwnicy sterowani przez komputer. Wioska staje się miastem, które stopniowo zmienia swój wygląd, gdy gracz przechodzi do następnej epoki, udostępniając mu tym samym nowe technologie, budynki czy jednostki wojskowe.